# 오카가미촌
오카가미촌(일본어: 岡上村)은 1889년 4월 1일부터 1939년 4월 1일까지 존재했던 일본 가나가와현 쓰즈키군의 촌이다

## 지리
현재의 가와사키시 아사오구의 월경지에 해당한다.

## 역사
- 1889년 4월 1일 - 정촌제 시행에 의해 쓰즈키군 오카가미촌이 성립하였다.
- 1939년 4월 1일 - 가키오촌 조합이 가와사키시에 편입해, 동일 오카가미촌은 폐지되었다.
- 1972년 4월 1일 - 가와사키시가 정령지정도시로 승격해, 다마구가 되었다.
- 1982년 7월 1일 - 가와사키시 다마구에서 분구해, 아사오구가 되었다.

## 교통

### 철도노선
구촌 지역 내를 오다와라 급행철도(현 오다큐 전철) 오다와라선이 지나고 있었지만, 기차역은 존재하지 않았다. 가까운 곳에 쓰루카와역이 존재했다. 

## 참고 문헌
- 角川日本地名大辞典編纂委員会,『角川日本地名大辞典 神奈川県』1984, 角川書店
- 「岡上村」『新編武蔵風土記稿』 巻ノ88都筑郡ノ8、内務省地理局、1884年6月。NDLJP:763987/126。